# 下館SPICA
下館SPICA（しもだてスピカ）は、茨城県筑西市丙360番地にある複合ビルである。かつては下館サティを核店舗とする都市型ショッピングセンターだったが、2017年（平成29年）2月より建物の大部分が筑西市役所本庁舎として用いられている。
下館SPICA（スピカビル）は地上6階・地下1階建てのビルで、下館駅北口の正面、ロータリーおよび道路を挟んですぐの位置にある。隣接地に6階建て（および屋上階）の立体駐車場があり、2本の連絡通路で結ばれている（スピカ3階と駐車場4階、スピカ5階と駐車場屋上がそれぞれ接続）。

## 館内の主な施設とテナント
2024年現在。
地下1階 - 4階
- 筑西市役所本庁舎
- 多目的スペース（地下1階）
- キッズコーナー（地下1階）
- チャレンジショップ（1階） - 起業希望者が期限付きでレンタルできるショップスペース
- 憩の広場（1階）
- ヤマザキYショップ 下館スピカ店（1階）

5階
- 茨城新聞社 筑西支社[6]
- JOYパソコンスクール 下館校[7]
- ケーブルテレビ筑西[8]
- 保険ビルド 茨城支店[9]
- 休憩スペース
- 屋内プール・スポーツジム（2020年より閉鎖）

6階
- 筑西市議会議場
- 下館商工会議所
- 下館公証役場
- コミュニティプラザ（最大240席の多目的ホール）[10]。
- スピカ・アセット・マネジメント株式会社 - スピカビルの維持管理や、テナントの貸し出し、コンビニ（Yショップ）の経営を行っている。筑西市長が社長を務める[11]。

### 立体駐車場
市が管理する駐車場。市役所等の利用者に限らず24時間利用でき、基本的に2時間までは無料である。
- 筑西警察署下館駅前交番 - 駐車場1階の南西側の一角にある。

## 歴史

### 開業
現在スピカビル・立体駐車場が建っている一帯は、スピカ建設前はスーパーマーケットや個人商店、医院、駐車場などが並ぶ駅前商店街の一部であった。
スピカビルは行政主導型の駅前市街地再開発事業により「下館中央ショッピングデパートスピカ」として建設され、1991年（平成3年）5月に開業。当初の核店舗は下館サティであった。

### サティの撤退
下館中心街の優位性低下に加え、当初駅前再開発ビルとして駅と歩道橋で直結する構想があったのが地元商業者の反対で実現せず、駅からの歩行客にとって利用しにくい構造になっていたことなどから業績は振るわず、さらにサティの運営会社マイカルが経営破たんしたことで、核店舗だった下館サティが2002年（平成14年）8月末に閉店した。

### 再開業と再撤退

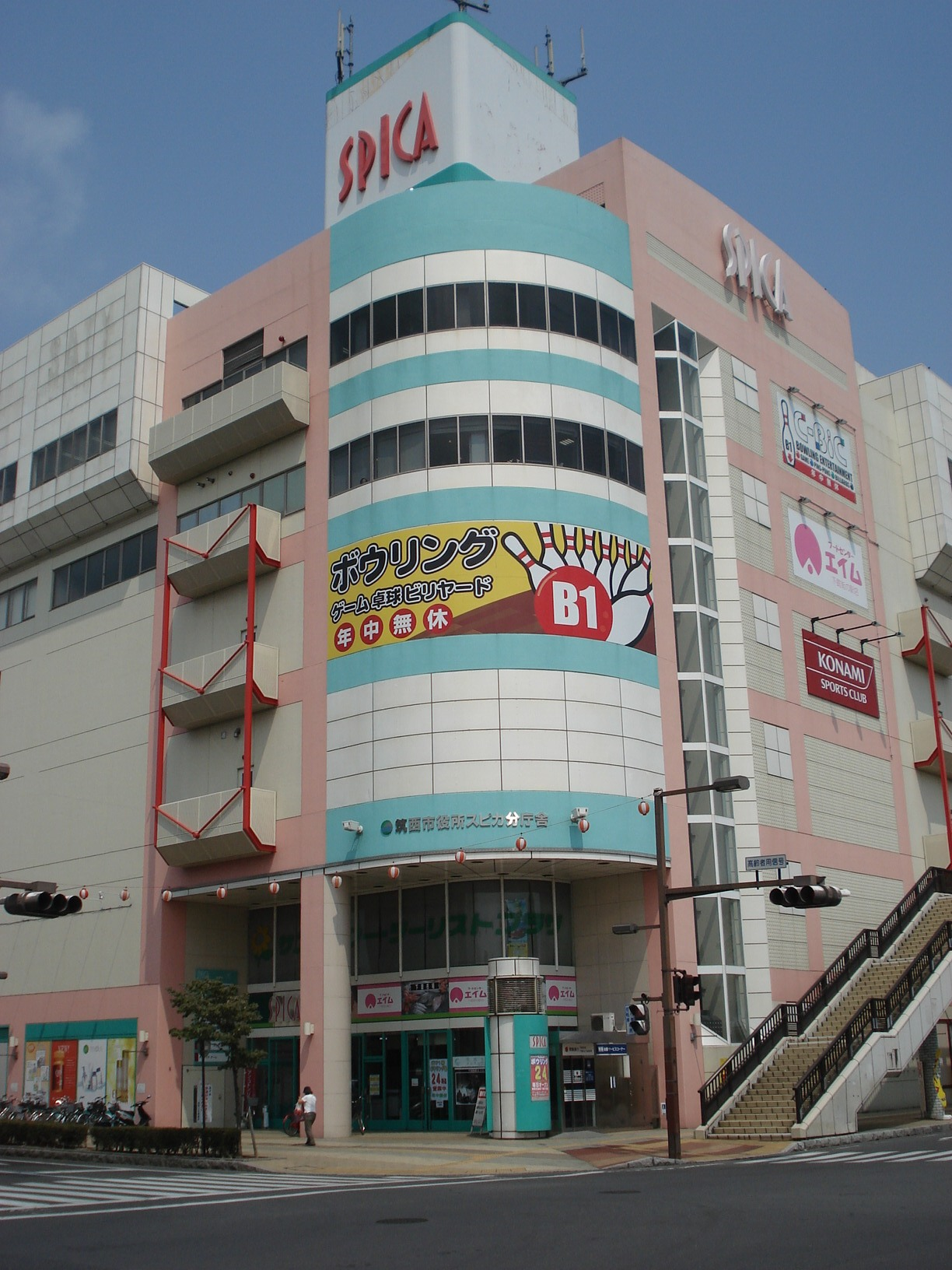
エイム撤退後のSPICA正面入口（2008年8月）

閉店直後から風俗店がビル内に出店する計画があるとの噂が流れたために市が管財人と協議を行ってマイカルが所有していたビルの床の持分を購入し、国の中心市街地活性化総合支援事業の補助金約1億円を使って再生して、2003年（平成15年）7月に下館サティに代わる新たな核店舗としてエコスや長崎屋が出店して再開業した。
しかし再開業から1年後に書店や衣料品店が閉店し、2006年（平成18年）1月16日にエコスが閉店したため再び食品関連の核店舗が失われることになるなど、再開業後の運営は当初から苦戦することになった。
エコスの撤退後は食品関連の後継店舗として、農協を含む食品スーパーの招致を進め、2006年（平成18年）12月にサントマトが出店したが、2007年（平成19年）4月に撤退した。
更にそのサントマトの後継として2007年（平成19年）12月20日にエイムが出店したが、売上も2008年（平成20年）1月が最低目標額の約65%、2月が約55%、3月が約50%と大幅に下回り続け、2008年（平成20年）2月から3月にかけてエイムのテナントとして契約していた青果、鮮魚、総菜の店舗が撤退したことで4月には最低目標額の約30%と更に大きく落ち込み、2008年（平成20年）5月31日にエイム側が中途解約による違約金を支払って撤退することになった。

### 筑西市役所本庁舎の移転

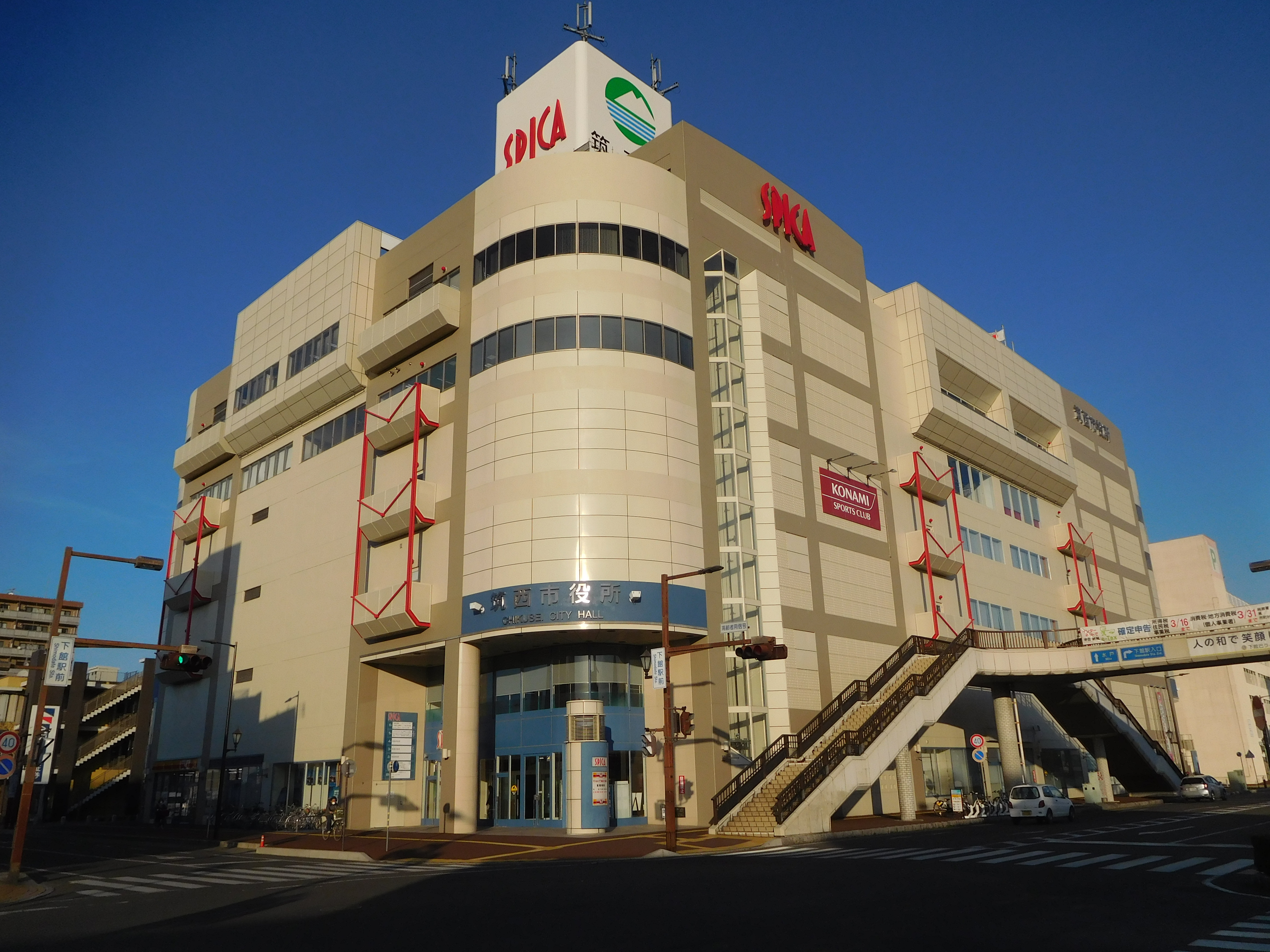
筑西市役所本庁舎移転後のSPICA（2020年2月）

2007年（平成19年）3月、筑西市がスピカの3階と4階を借り上げ、筑西市役所スピカ分庁舎とした。この市役所の入居が商業床から業務床への変更にあたるとして経済産業省から補助金の返還を求められ、2007年（平成19年）3月に経済産業省に約4,100万円を返還している。この頃にボウリング場が入居し、2008年頃までに撤退したことがある。
その後も、周辺の商店街では道路拡幅事業をきっかけに閉店が相次ぎ、地域の集客力がさらに減少、新たな核テナントの招致は難航した。年間約7,000万円のスピカビル維持費は筑西市の大きな財政負担となり、2008年（平成20年）9月3日に筑西市議会財政等健全化調査特別委員会がビルの「売却を検討すべきだ」との結論を出した。しかし売却先への懸念から売却に反対する意見も根強かった。
最盛期に約40店舗あったテナントは2009年（平成21年）4月9日時点で12店舗に減少し、核店舗もない状態であった。
2011年（平成23年）3月11日に東日本大震災が発生。当時の市役所本庁舎は大きな損壊こそ免れ、庁舎の使用は続けられたものの、築年数が古く平成以降の耐震基準に基づいていなかったことから、本庁舎の大規模改修または移転が不可避な状況となった。その選択肢としてスピカビルを改修して本庁舎を移転する案を推す声が高まった一方、市側は同年8月にスピカビルの売却入札を行い、落札者が決まった。しかし市議会側が、落札企業が遊戯施設の設置案を持っていることなどに難色を示し、スピカビル売却に係る財産処分を否決した。スピカビル問題は市庁舎移転問題も絡んで迷走を続け、2012年（平成24年）9月に行われた市役所庁舎に関する市民アンケートでも「スピカビルを改修して本庁舎を移転」の回答者は「（当時の）本庁舎を耐震改修して継続利用」を若干下回っていた。
2014年（平成26年）、筑西市は地元自治会などの意見も採り入れた「スピカビル活用プラン」案を策定し、同年4月に公表した。ビルの大部分を市役所本庁舎とする一方、一部に商業用スペースは残し、さらに市民向けのスペースを充実させる案が示され、これによりスピカ問題は事実上決着した。
2015年（平成27年）9月から2017年（平成29年）1月にかけ、大規模な改修工事を実施。2017年1月より本庁舎機能の本格的な移転を開始。「スピカ分庁舎」は「本庁舎」と名を改め、2月13日までに業務を開始した。旧本庁舎は「下館庁舎」と改称され、2つの課のみが残されたが、後に全て移転し、2023年（令和5年）3月までに解体が完了した。

## 沿革
- 1991年（平成3年）5月31日：下館駅前再開発ビル「スピカ」オープン[1]
- 2002年（平成14年）8月末 : 下館サティ、マイカル経営破綻の影響により閉鎖。
- 2003年（平成15年）7月 : 新たな核店舗としてエコスや長崎屋が出店して下館スピカとして再開業[16]。
- 2005年（平成17年）
  - 1月16日 : エコス撤退[3]により、地下1階閉鎖。
  - 12月 : サントマトが出店[17]。
- 2006年（平成18年）8月 : 長崎屋サンバード撤退。
- 2007年（平成19年）
  - 3月 : 3階と4階が筑西市役所スピカ分庁舎に[2]。
  - 4月 : サントマトが撤退[17]。
  - 12月20日 : エイムが出店[18]。
- 2008年（平成20年）5月31日 : エイムが撤退[18]。
- 2009年（平成21年）8月末 : シービック閉店。
- 2015年（平成27年）9月：改修工事を開始。
- 2017年（平成29年）
  - 1月：筑西市役所（旧）本庁舎からスピカへの各部署の移転が開始。
  - 2月：スピカ分庁舎が筑西市役所本庁舎となり、業務開始。ヤマザキYショップが開業。
- 2020年（令和2年）6月：コナミスポーツクラブ下館が閉店。屋内プールが閉鎖。
- 2022年（令和4年）1月：下館庁舎（旧・本庁舎）に最後まで残っていた部署がスピカに移転[24]翌2023年度末までに下館庁舎解体。

## アクセス
下館駅北口から徒歩2分。最寄りバス停は筑西市バス「下館駅北口」。